# Lista de vulcões de Reunião
Esta é uma lista de vulcões ativo e extinto de Reunião.
| Nome                  | Elevação | Elevação | Localização                  | Última erupção |
| Nome                  | metros   | pés      | Coordenadas                  | Última erupção |
| Piton de la Fournaise | 2632     | 8635     | 21° 13′ 52″ S, 55° 42′ 47″ L | 2016           |
| Piton des Neiges      | 3069     | 10,069   | 21° 03′ S, 55° 17′ L         | 20,000 BC      |